# Distretto di Asunción (Cajamarca)
Il distretto di Asunción è uno dei dodici distretti  della provincia di Cajamarca, in Perù. Si trova nella regione di Cajamarca e si estende su una superficie di 210,18 chilometri quadrati.

Ha per capitale la città di Asunción e contava 9.065 abitanti al censimento 2005.